# Federico IV di Sassonia-Gotha-Altenburg
Federico IV di Sassonia-Gotha-Altenburg (Gotha, 28 novembre 1774 – Gotha, 11 febbraio 1825) fu l'ultimo duca di Sassonia-Gotha-Altenburg.

## Biografia

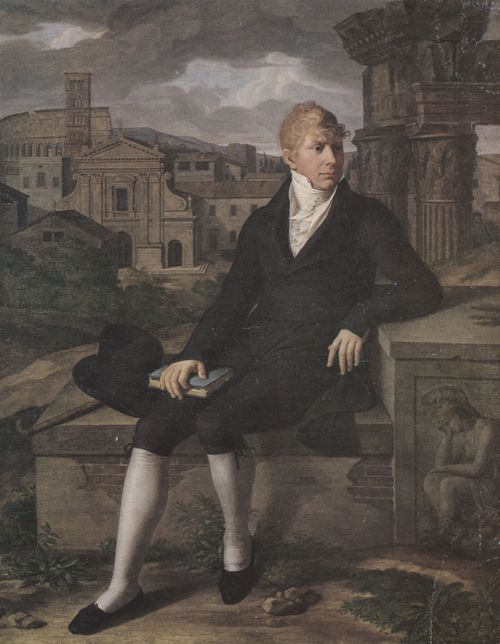
Il giovane principe Federico di Sassonia-Gotha-Altenburg a Roma nel 1806

Era il terzo figlio del duca Ernesto II di Sassonia-Gotha-Altenburg e di Carlotta di Sassonia-Meiningen. Tra il 1788 e il 1790 studiò a Ginevra col fratello Augusto, preferendo dedicarsi agli studi di filosofia, diritto civile e storia. A differenza di suo fratello, era considerato più modesto e meno stravagante. Il principe era un ammirato cantante nella sua epoca.
Federico combatté (dopo un periodo di addestramento) nelle campagne napoleoniche, nelle quali venne gravemente ferito. A causa delle ferite subite, fu costantemente malato sino alla morte. Per curarsi da queste malattie, viaggiò moltissimo fuori dal ducato e si mise nelle mani del medico Bernhard August von Lindenau. Dal 1804 al 1810 Federico visse prevalentemente a Roma, dove venne ricevuto anche da papa Pio VII, dal quale ricevette in dono la miniatura di un obelisco della città. Nel 1814, notando che il soggiorno romano aveva notevolmente migliorato la sua salute, decise di convertirsi alla religione cattolica e fu l'unico della sua casata a farlo.
Durante questi stessi anni a Roma, complice anche la moda dell'epoca, Federico si appassionò moltissimo alle antichità egiziane ed orientali e fu il principale mecenate delle spedizioni di Ulrich Jasper Seetzen. Le opere d'arte della sua collezione e le antichità raccolte in Italia sono ancora oggi esposte nella collezione del castello di Friedenstein.
Alla morte del fratello maggiore Augusto, deceduto senza eredi maschi (1822), Federico (l'unico membro maschio sopravvissuto della casata) ereditò il Ducato di Sassonia-Gotha-Altenburg.
Regnò soltanto tre anni e non si sposò; con lui si estingue la linea dei Sassonia-Gotha-Altenburg. Alla sua morte, le sue terre vennero divise tra i membri della famiglia Wettin. Ernesto I di Sassonia-Coburgo-Saalfeld ricevette Gotha e cambiò la sua titolatura in duca di Sassonia-Coburgo-Gotha, anche se i due ducati rimasero simbolicamente separati.

## Ascendenza
|                                          |                                  |                                               | Genitori                                                     |  |  | Nonni |  |  | Bisnonni                                |  |  | Trisnonni                              |  |
|                                          |                                  |                                               |                                                              |  |  |       |  |  | Federico II di Sassonia-Gotha-Altenburg |  |  | Federico I di Sassonia-Gotha-Altenburg |  |
|                                          |                                  |                                               |                                                              |  |  |       |  |  | Federico II di Sassonia-Gotha-Altenburg |  |  | Federico I di Sassonia-Gotha-Altenburg |  |
|                                          |                                  | Maddalena Sibilla di Sassonia-Weissenfels     |                                                              |  |  |       |  |  | Federico II di Sassonia-Gotha-Altenburg |  |  |                                        |  |
| Federico III di Sassonia-Gotha-Altenburg |                                  |                                               |                                                              |  |  |       |  |  | Federico II di Sassonia-Gotha-Altenburg |  |  |                                        |  |
|                                          |                                  | Maddalena Augusta di Anhalt-Zerbst            | Carlo Guglielmo di Anhalt-Zerbst                             |  |  |       |  |  |                                         |  |  |                                        |  |
|                                          |                                  | Maddalena Augusta di Anhalt-Zerbst            | Carlo Guglielmo di Anhalt-Zerbst                             |  |  |       |  |  |                                         |  |  |                                        |  |
|                                          |                                  | Maddalena Augusta di Anhalt-Zerbst            | Sofia di Sassonia-Weissenfels                                |  |  |       |  |  |                                         |  |  |                                        |  |
| Ernesto II di Sassonia-Gotha-Altenburg   |                                  | Maddalena Augusta di Anhalt-Zerbst            |                                                              |  |  |       |  |  |                                         |  |  |                                        |  |
|                                          |                                  | Ernesto Luigi I di Sassonia-Meiningen         | Bernardo I di Sassonia-Meiningen                             |  |  |       |  |  |                                         |  |  |                                        |  |
|                                          |                                  | Ernesto Luigi I di Sassonia-Meiningen         | Bernardo I di Sassonia-Meiningen                             |  |  |       |  |  |                                         |  |  |                                        |  |
|                                          |                                  | Ernesto Luigi I di Sassonia-Meiningen         | Maria Edvige d'Assia-Darmstadt                               |  |  |       |  |  |                                         |  |  |                                        |  |
| Luisa Dorotea di Sassonia-Meiningen      |                                  | Ernesto Luigi I di Sassonia-Meiningen         |                                                              |  |  |       |  |  |                                         |  |  |                                        |  |
|                                          |                                  | Dorotea Maria di Sassonia-Gotha-Altenburg     | Federico I di Sassonia-Gotha-Altenburg                       |  |  |       |  |  |                                         |  |  |                                        |  |
|                                          |                                  | Dorotea Maria di Sassonia-Gotha-Altenburg     | Federico I di Sassonia-Gotha-Altenburg                       |  |  |       |  |  |                                         |  |  |                                        |  |
|                                          |                                  | Dorotea Maria di Sassonia-Gotha-Altenburg     | Maddalena Sibilla di Sassonia-Weissenfels                    |  |  |       |  |  |                                         |  |  |                                        |  |
| Federico IV di Sassonia-Gotha-Altenburg  |                                  | Dorotea Maria di Sassonia-Gotha-Altenburg     |                                                              |  |  |       |  |  |                                         |  |  |                                        |  |
|                                          | Bernardo I di Sassonia-Meiningen | Ernesto I di Sassonia-Coburgo-Altenburg       |                                                              |  |  |       |  |  |                                         |  |  |                                        |  |
|                                          | Bernardo I di Sassonia-Meiningen | Ernesto I di Sassonia-Coburgo-Altenburg       |                                                              |  |  |       |  |  |                                         |  |  |                                        |  |
|                                          | Bernardo I di Sassonia-Meiningen | Elisabetta Sofia di Sassonia-Altenburg        |                                                              |  |  |       |  |  |                                         |  |  |                                        |  |
| Antonio Ulrico di Sassonia-Meiningen     | Bernardo I di Sassonia-Meiningen |                                               |                                                              |  |  |       |  |  |                                         |  |  |                                        |  |
|                                          |                                  | Elisabetta Eleonora di Brunswick-Wolfenbüttel | Antonio Ulrico di Brunswick-Wolfenbüttel                     |  |  |       |  |  |                                         |  |  |                                        |  |
|                                          |                                  | Elisabetta Eleonora di Brunswick-Wolfenbüttel | Antonio Ulrico di Brunswick-Wolfenbüttel                     |  |  |       |  |  |                                         |  |  |                                        |  |
|                                          |                                  | Elisabetta Eleonora di Brunswick-Wolfenbüttel | Elisabetta Giuliana di Schleswig-Holstein-Sonderburg-Norburg |  |  |       |  |  |                                         |  |  |                                        |  |
| Carlotta di Sassonia-Meiningen           |                                  | Elisabetta Eleonora di Brunswick-Wolfenbüttel |                                                              |  |  |       |  |  |                                         |  |  |                                        |  |
|                                          |                                  | Carlo I d'Assia-Philippsthal                  | Filippo d'Assia-Philippsthal                                 |  |  |       |  |  |                                         |  |  |                                        |  |
|                                          |                                  | Carlo I d'Assia-Philippsthal                  | Filippo d'Assia-Philippsthal                                 |  |  |       |  |  |                                         |  |  |                                        |  |
|                                          |                                  | Carlo I d'Assia-Philippsthal                  | Caterina Amalia di Solms-Laubach                             |  |  |       |  |  |                                         |  |  |                                        |  |
| Carlotta Amalia d'Assia-Philippsthal     |                                  | Carlo I d'Assia-Philippsthal                  |                                                              |  |  |       |  |  |                                         |  |  |                                        |  |
|                                          |                                  | Carolina Cristina di Sassonia-Eisenach        | Giovanni Guglielmo III di Sassonia-Eisenach                  |  |  |       |  |  |                                         |  |  |                                        |  |
|                                          |                                  | Carolina Cristina di Sassonia-Eisenach        | Giovanni Guglielmo III di Sassonia-Eisenach                  |  |  |       |  |  |                                         |  |  |                                        |  |
|                                          |                                  | Carolina Cristina di Sassonia-Eisenach        | Cristina Giuliana di Baden-Durlach                           |  |  |       |  |  |                                         |  |  |                                        |  |
|                                          |                                  | Carolina Cristina di Sassonia-Eisenach        |                                                              |  |  |       |  |  |                                         |  |  |                                        |  |